# Alexander Sarkissian
Alexander Sarkissian (ur. 3 kwietnia 1990 w Glendale) – amerykański tenisista.

## Kariera tenisowa
W karierze zwyciężył w jednym singlowym turnieju cyklu ATP Challenger Tour. Ponadto wygrał pięć singlowych turniejów oraz jeden deblowy turniej rangi ITF.
W rankingu gry pojedynczej najwyżej był na 157. miejscu (4 kwietnia 2016), a w klasyfikacji gry podwójnej na 683. pozycji (9 maja 2016).

### Zwycięstwa w turniejach ATP Challenger Tour

#### Gra pojedyncza
| Końcowy wynik | Nr | Data           | Turniej  | Nawierzchnia | Przeciwnik   | Wynik finału |
| ------------- | -- | -------------- | -------- | ------------ | ------------ | ------------ |
| Zwycięzca     | 1. | 7 czerwca 2015 | Gimcheon | Twarda       | Connor Smith | 7:6(5), 6:4  |